# Brendan Horan
Brendan Francis John Horan (nascut el 9 de juliol de 1961) és un polític neozelandès i diputat de la Cambra de Representants de Nova Zelanda des de les eleccions de 2011. Des del 4 de desembre de 2012 Horan és un diputat independent, en ser expulsat de Nova Zelanda Primer. Degut al sistema electoral neozelandès de representació proporcional mixta en ser expulsat Horan tenia l'opció de seguir sent diputat, però independent; en altres sistemes electorals en ser expulsat d'un partit un diputat, aquest deixa de ser diputat.

## Inicis
Prèviament havia estat un meteoròleg a les notícies de Television New Zealand, junt amb Karen Olsen i Natalie Crook. Començà el març de 2005 i va ser despatxat al retornar Jim Hickey, meteoròleg previ a Horan qui no havia estat a la televisió per quatre anys.
Horan, a més, havia estat un salvavides i entrenador abans de ser meteoròleg.

## Diputat
| Parlament de Nova Zelanda |                        |                        |                        |             |
| Anys                      | Leg.                   | Circumscripció         | Llista                 | Partit      |
| 2011-2012                 | 50                     | Llista                 | 6                      | NZ Primer   |
| 2012-actualitat           | Es canvia de partit a: | Es canvia de partit a: | Es canvia de partit a: | Independent |

En les eleccions de 2008, Horan va fer campanya electoral a la circumscripció electoral d'East Coast pel partit Nova Zelanda Primer. Quedà en tercer lloc, per darrere d'Anne Tolley del Partit Nacional i Moana Mackey del Partit Laborista.
En ser posicionat sisè en la llista electoral de Nova Zelanda Primer en les eleccions de 2011, Horan fou elegit diputat de llista pel partit. A més, Horan va fer campanya electoral, aquest cop a la circumscripció de Tauranga. Fàcilment guanyà Simon Bridges, qui havia estat diputat de Tauranga des de les eleccions de 2008, amb el 61,40% del vot; mentre que Horan quedà tercer amb el 12,88% del vot.
L'octubre de 2012 va ajudar a salvar la vida del diputat indonesi Atte Sugandi en donar-li reanimació cardiopulmonar quan Sugandi col·lapsà en una conferència de les Nacions Unides al Japó.

### Expulsió de Nova Zelanda Primer
El novembre de 2012 Horan va ser acusat de quedar-se amb diners del compte bancari de la seva mare malalta i gastar-s'ho en apostes. Inicialment Winston Peters, líder de Nova Zelanda Primer, va negar dir si confiava en Horan, però el 4 de desembre va ser expulat del partit. Horan no sabia que seria expulsat fins que Peters ho anuncià públicament i sobtadament al parlament.
Horan rotundament va negar les al·legacions, i va anunciar que continuaria de diputat com a independent, tot i que sense el seu expartit li hauria estat impossible ser diputat, ja que quedà tercer en la seva circumscripció electoral.
El 10 de desembre Horan va admetre fer 144 trucades a una agència d'apostes amb el seu telèfan parlamentari, però va renunciar que tenia un vici. Aquell mateix dia li comunicà al portaveu de la Cambra de Representants, Lockwood Smith, que ja no formava part del partit Nova Zelanda Primer, fent la seva dimissió del partit oficial.